# РТ-Инвест
РТ-Инвест — российская инвестиционная компания, созданная в 2012 году и реализующая два инфраструктурных проекта: систему взимания платы с грузовых автомобилей «Платон» и строительство комплексной системы обращения с отходами.
«РТ-Инвест» ввело в эксплуатацию в Подмосковье 4 комплекса по сортировке отходов; в процессе строительства — пять мусоросжигательных заводов для энергетической утилизации отходов. Компании принадлежат подмосковный и казанский региональные операторы по вывозу мусора и перевозчик отходов на северо-западе Москвы (компания «Спецтранс»), а также доля в компании «РТ-Инвест транспортные системы» — операторе системы «Платон».
На ноябрь 2022 года сумма активов компании составляет 91 млрд рублей. В группу компаний «РТ-Инвест» входит 30 организаций. Общий объем инвестиций в сектор обращения с отходами составит более 230 млрд рублей; в строительство инфраструктуры компания инвестировала более 105 млрд рублей, в систему «Платон» — 30 млрд рублей.
Проект «РТ-Инвест» в сфере обращения с отходами впервые в России получили зеленый кредит. В феврале 2022 года АКРА подтвердила соответствие проекта по строительству заводов энергоутилизации отходов в Подмосковье стандартам в сфере экологии. В июле 2022 года проект «РТ-Инвест» завоевал премию БРИКС по устойчивому развитию в сфере окружающей среды.

## История
Компания «РТ-Инвест» была учреждена в 2012 году компанией «Царицын капитал», которую, в свою очередь, в 2010 году создал Андрей Шипелов, бывший директор Российской венчурной компании в 2007—2009 годах.
В 2013 году компания купила казанского мусорного оператора ПЖКХ.
В 2014 году «РТ-Инвест» заключила с мэрией Москвы 15-летний контракт на вывоз мусора из Северо-Западного округа.
В ноябре 2015 года была запущена система по взиманию платы с грузовиков «Платон», в операторе которой — компании «РТ-Инвест Транспортные системы» («РТИТС») — «РТ-Инвест» владеет 50 %. Система предполагает взимание платы с грузовиков массой более 12 тонн. Собранные средства идут в федеральный дорожный фонд в виде компенсации за разрушение дорог общего пользования грузовиками. В 2018 году Андрей Шипелов выкупил на своё имя 19 % уставного капитала «РТИТС» у прежнего владельца 50-процентной доли Игоря Ротенберга.
В 2017 году компания выиграла специальный конкурс Минэнерго на строительство четырёх заводов термической переработки отходов в Подмосковье и одного — в Татарстане. В том же году 39,99 % компании у Шипелова выкупил бывший заместитель гендиректора «Ростеха» Сергей Скворцов.
В 2018 году «РТ-Инвест» стал крупнейшим региональным оператором по обращению с отходами в Подмосковье, выиграв десятилетний контракт на вывоз и утилизацию мусора с трёх из семи областных кластеров.
В 2019 году в Московской области был запущен первый комплекс по переработке отходов в Коломенском округе. В настоящее время в регионе действует уже 4 сортировочных комплекса.
В 2020 году в школах Казани был запущен пилотный проект по установке фандоматов для сбора алюминиевой и пластиковой тары. В 2021 году проект был масштабирован на территории Московской области.
В 2022 году «РТ-Инвест» и администрация Краснодарского края подписали соглашение о реализации комплексной системы обращения с отходами. Должна быть создана комплексная инфраструктура по обращению с отходами, включающая раздельный сбор и вывоз отходов, промышленную сортировку, компостирование органики и переработку вторичных ресурсов. На первом этапе планируется строительство 5 комплексов по переработке отходов общей мощностью сортировки 1,5 млн тонн в год. На втором — 2 заводов по энергоутилизации неперерабатываемых отходов общей мощностью более 1,6 млн тонн в год.

## «Платон»
Система взимания платы «Платон» создана в целях обеспечения соблюдения установленного действующим законодательством порядка взимания платы в счет возмещения вреда, причиняемого автомобильным дорогам общего пользования федерального значения транспортными средствами, имеющими разрешенную максимальную массу свыше 12 тонн. Полученные средства ежедневно поступают в Федеральный бюджет РФ и направляются на обеспечение поддержания автомобильных дорог, финансирование строительно-ремонтных работ и улучшение дорожно-транспортной инфраструктуры. Дата запуска системы 15 ноября 2015 года.
Оплата проезда осуществляется двумя способами — с помощью маршрутной карты или бортового устройства. Расчёт производится в зависимости от фактического пробега транспортного средства. Все собранные средства, по данным Росавтодора, направляются в Дорожный фонд РФ на приведение федеральных автомобильных трасс в надлежащее состояние. За 6 лет работы с помощью средств от системы «Платон» построено и отремонтировано более 130 мостов и 3,3 тыс. км дорог, включая расширение с двух до четырех полос 600 км федеральных дорог.
Оператором системы является компания «РТ-инвест транспортные системы» (РТИТС).
За период работы системы с 15 ноября 2015 года по 15 октября 2022 года на ремонт дорог и мостов перечислено более 202 млрд руб. В системе зарегистрировано 1 693 585 транспортных средств.

## Комплексы по переработке отходов
Самый первый комплекс по переработке отходов — КПО «Юг» — «РТ-Инвест» запустил в октябре 2019 года в Коломенском городском округе Московской области. Его мощность составляет 300 тыс. тонн в год.
В апреле 2020 года запущен КПО «Север» в Сергиево-Посадском городском округе Московской области. Мощность — 450 тыс. тонн отходов в год.
В июне 2020 года запущен КПО «Дон» в Каширском городском округе Московской области. Мощность — 300 тыс. тонн отходов в год.
В декабре 2020 года запущен КПО «Храброво» в Можайском городском округе Московской области. Мощность — 450 тыс. тонн отходов в год.
Общая мощность четырех комплексов под управлением «РТ-Инвест» — 1,5 млн тонн отходов в год. В ближайшее время на трех комплексах («Юг», «Север» и «Дон») будут запущены по 2 дополнительных цеха сортировки. Мощность каждого КПО увеличится на 600 тыс. тонн. В итоге совокупная мощность всех комплексов составит 3,3 млн тонн отходов в год.
На всех комплексах сортировка осуществляется автоматизированным способом. Используются магнитные, воздушные, баллистические и оптические сепараторы, барабанные грохоты, оборудование для прессования. Крупногабаритные отходы дробятся, органические отходы — компостируются. В общей сложности отбирается 36 видов различных фракций, пригодных к вторичной переработке.
В ноябре 2021 года «РТ-Инвест» подписал соглашение о строительстве в Каширском городском округе Московской области предприятия по переработке вторичных полимеров мощностью 108 тыс. тонн в год. Инвестиции в проект составят 10 млрд руб. Из переработанного пластика будут производить гранулы ПНД и ПЭТ (в том числе пищевого качества) и хлопья ПЭТ.

## Фандоматы
В январе 2020 года компания «РТ-Инвест» запустила в Казани пилотный проект по автоматическому сбору алюминиевой и пластиковой тары. В 20 школах были установлены фандоматы. За каждую сданную единицу тары они начисляют бонусные баллы, которые можно обменять на призы компаний-партнеров.
В 2021 году проект был масштабирован на территории Подмосковья. Фандоматы установлены в здании правительства Московской области, образовательных учреждениях, торговых центрах, в парках и во дворах. В 2022 году партнерами «РТ-Инвест» в программе лояльности являются сервис UDS, продуктовая сеть «ВкусВилл» и каршеринг BelkaCar, а также проект «Другое Дело» президентской платформы «Россия — страна возможностей».

## Мусоросжигательные заводы (энергоутилизация отходов)
В 2017 году компания анонсировала проект «Энергия отходов», включающий строительство четырёх заводов в Московской области и одного рядом с Казанью, а также создание инфраструктуры по сортировке и раздельному сбору отходов. «РТ-Инвест» оценивала необходимый объём инвестиций для реализации проекта в 200 млрд рублей. 20 % компания планировала вложить из собственных средств. В начале февраля 2020 года стало известно, что синдикат банков, в который на паритетных началах входят Газпромбанк и ВЭБ.РФ, предоставил компании кредитную линию до 110 млрд руб. до 2035 года. Вложенные средства «РТ-Инвест» планирует вернуть через механизм, аналогичный договорам о предоставлении мощности, за счёт гарантированных платежей энергорынка.
Заводы будут запущены в 2023—2024 годах. По оценкам «РТ-Инвеста», четыре завода в Московском регионе должны сократить захоронение ТКО на полигонах с 80 % до реализации проекта до 17 % к 2023 году, а также генерировать до 2,2 млрд кВт·ч электроэнергии в год.
Территории под подмосковные заводы выделены в Воскресенском и Солнечногорском муниципальных городских округах, а также в Наро-Фоминском и Богородском городских округах. Каждый завод рассчитан на переработку 700 тыс. тонн отходов в год. Электрогенерирующая мощность каждого предприятия составит по проекту 70 МВт электроэнергии, из которых на собственные нужды предприятия будет расходоваться около 5 % полученной энергии. Остальная электроэнергия, достаточная для обеспечения нужд 250 тысяч жителей, уйдёт в сеть. Завод в селе Осиново, пригороде Татарстана, запланирован чуть меньшей мощностью — 550 тыс. тонн отходов в год и 55 МВт энергии.
В июле 2019 «РТ-Инвест», консорциум швейцарско-японского холдинга Hitachi Zosen Inova и ПАО «ЗИО-Подольск» (входит в машиностроительный дивизион «Росатома» — АО «Атомэнергомаш») подписали обязывающий контракт о поставке и наладке ключевого оборудования для заводов в Подмосковье, в том числе ключевого оборудования — колосниковой решётки, которую изготовит Hitachi Zosen Inova. Консорциум также создаст для подмосковных заводов автоматическое оборудование для приёма и измельчения отходов (краны и шредеры), трёхступенчатую систему очистки дымовых газов (с подавлением оксидов азота в котле, реактором с подачей активированного угля и гашёной извести и тканевым фильтром), систему удаления золы и шлака (погрузчики и конвейеры) и дополнительное электротехническое оснащение. Также по соглашению консорциум берёт на себя работу с оборудованием и соблюдение норм по выбросам.
Строительство первого завода по энергоутилизации отходов началось в мае 2018 года в Воскресенском районе Подмосковья вблизи деревни Свистягино. В ноябре 2018 года началось строительство завода в Наро-Фоминском городском округе (вблизи деревни Могутово), в июле 2019 — в Солнечногорском городском округе (вблизи деревни Хметьево) и Богородском городском округе (вблизи деревни Тимохово). В 2020 году началось строительство завода в Республике Татарстан — вблизи деревни Осиново недалеко от Казани.
В мае 2020 года консорциум из трёх государственных корпораций — «Ростех», «Росатом» и ВЭБ.РФ — заключили соглашение о строительстве в регионах России не менее 25 мусоросжигающих электростанций, которые планируется разместить в агломерациях с населением не менее 500 тыс. человек и крупнейших туристических центрах. Мощность новых станций составит 1,5 ГВт. Вместе с уже строящимися пятью заводами новые МТЭС смогут перерабатывать около 18 млн т, или 15-20 % от общего объёма отходов в стране. «РТ-Инвест» станет оператором нового проекта, «Росатом» выступит технологическим партнером, а ВЭБ — финансовым. Общая стоимость проекта оценивается в 600 млрд рублей.
В мае 2021 года глава «РТ-Инвест» дал интервью на тему запроса государственной финансовой поддержки, строительства 25 мусоросжигательных заводов, а также ответил на вопрос об отказе Подмосковья от пользования полигонами. Андрей Шипелов считает, что риск прекращения финансирования банками строительства заводов не реализуется. Компания находится на регулярной связи с банками, а также ведут активную взаимосвязь с госкорпорацией «Ростех». Также строительство 25 мусоросжигательных заводов позволит значительно сократить количество полигонов, многие из которых уже были закрыты по указу президента.
В декабре 2021 года Минпромторг выдвинул предложение о поэтапной реализации проекта «РТ-Инвеста» по строительству 25 мусоросжигательных заводов. Предлагалось построить сначала 9 мусоросжигательных заводов в таких регионах, как Подмосковье, Воронежская, Ленинградская, Иркутская и Омская области, Краснодарский край и Башкирия. Минпромторг оценил строительство девяти заводов в 342,46 млрд руб, в состав которых входит всего 37,55 млрд руб. бюджетных денежных средств, каким образом компания добудет остальные деньги, в обращении указано не было. В проекте, подготовленном «РТ-Инвест», на строительство 25 мусоросжигательных заводов было заложено 837,66 млрд руб..

## Экспертная оценка проектов
В феврале 2022 года заводы по энергоутилизации отходов компании «РТ-Инвест» получили наивысшую оценку GR-1 в рейтинге от АКРА (Аналитическое кредитное рейтинговое агентство). Согласно пресс-релизу АКРА, «С учетом представленных материалов, расчетов, ключевых допущений и доказательной базы по экологическим эффектам от реализации проектов, АКРА подтверждает, что финансируемые проекты соответствуют критериям, таксономии „зеленых“ проектов». Кроме того, агентство отметило «экономическую состоятельность проектов как высокую».
Рейтинговая шкала АКРА включает 5 уровней, где GR-1 — наилучший результат. При присвоении оценки использовалась информация, качество и достоверность которой, по мнению АКРА, являются надлежащими и достаточными для применения методологий. Проекты компании и управление привлеченными средствами, как отмечено в документе, соответствуют лучшим мировым практикам.
В июле 2022 года компания «РТ-Инвест» была удостоена премии стран БРИКС по достижению целей по устойчивому развитию (BRICS Solutions for Sustainable Development Goals Awards 2022) за проект по созданию комплексной системы обращения с ТКО в Московской области. Проект был отмечен в категории «Защита окружающей среды и использование чистой энергии». Премия БРИКС по итогам конкурса подтвердила факт положительного эффекта проектов компании для окружающей среды и безопасности технологий.